# Rednal
Rednal es un barrio residencial en la periferia del área metropolitana de Birmingham, en los Midlands Occidentales, Inglaterra, Reino Unido, 14,2 kilómetros al sudoeste del centro de la ciudad, que forma parte de la parroquia y el distrito electoral de Longbridge.
Rednal aloja aproximadamente a 2000 residentes. El barrio ocupa el triángulo formado por Rubery y la Bristol Road South al norte y noroeste, la antigua fábrica de coches de MG Rover al sureste y las colinas de Lickey y el parque de Cofton Hackett al sur. El popular parque rural de las colinas de Lickey se encuentra apenas a un kilómetro al sur de Rednal, siendo la colina de Rednal la altura más cercana.
Los restos del cardenal John Henry Newman reposan en el pequeño cementerio católico de Rednal, junto a la casa de campo del Oratorio. Allí fue enterrado originalmente en 1890, pero cuando durante el proceso de su canonización se intentó trasladar sus restos al edificio principal del Oratorio, en el centro de Birmingham, no se halló en la tumba resto alguno de su cadáver.
El autor del El hobbit y El Señor de los Anillos, J. R. R. Tolkien, vivió en Fern Cottage en Rednal a la edad de doce años, cuando su madre murió allí en 1904.